# Bitwa pod Kalimanci
Bitwa pod Kalimanci (bułg Битка при Калиманци) – bitwa w czasie II wojny bałkańskiej, stoczona w dniach 18–19 lipca 1913 roku, pomiędzy armią bułgarską a połączonymi siłami serbsko-czarnogórskimi, zakończona zwycięstwem Bułgarów.

## Przyczyny konfliktu
29 czerwca 1913 jednostki bułgarskie uderzyły na Serbów stacjonujących w Macedonii, rozpoczynając drugą wojnę bałkańską – o podział terytoriów po Imperium osmańskim. 30 czerwca gen. Stilian Kowaczew, dowódca 4 armii otrzymał rozkaz opanowania terytorium do linii Wełes-Kratowo. Po przegranej bitwie nad Bregałnicą plany dowództwa bułgarskiego uległy modyfikacji. Gen. Michaił Sawow przejął dowództwo nad połączonymi armiami 4 i 5, budując silną pozycję obronną w północnowschodniej części Macedonii w rejonie wsi Kalimanci, gdzie zamierzał zatrzymać uderzenie połączonych sił 3 armii serbskiej i dywizji czarnogórskiej.

## Przebieg bitwy
18 lipca doszło do pierwszego ataku oddziałów serbskich na pozycje bułgarskie. Bułgarzy zostali obrzuceni granatami ręcznymi, ale przetrwali atak i uderzyli na bagnety. Poważne straty atakującym zadała artyleria bułgarska, nie pozwalając na przełamanie linii obronnych. 19 lipca oddziały 8 tundżańskiej dywizji piechoty opanowały strategiczne wzgórze Govedarnik, dominujące nad pozycjami serbskimi.

## Konsekwencje bitwy
Mimo tego, że straty obu stron w bitwie były zbliżone (7 tys. Bułgarzy, 8 tys. – Serbowie i Czarnogórcy) to bitwa zakończyła się sukcesem strony bułgarskiej, która zatrzymała natarcie na Macedonię nie pozwalając na okrążenie 2 armii i połączenie z oddziałami greckimi. Mimo sukcesu, ogólna sytuacja strategiczna wojsk bułgarskich stała się krytyczna, dzięki sukcesom wojsk greckich na froncie południowym.